# Liste botanischer Gärten des Vereinigten Königreichs
Die Liste botanischer Gärten des Vereinigten Königreichs nennt Botanische Gärten, Arboreten und Pineten des Vereinigten Königreichs.

## Liste

### England
| Bezeichnung                                   | Ort                 | Grafschaft      | Beschreibung                               | Bild |
| --------------------------------------------- | ------------------- | --------------- | ------------------------------------------ | ---- |
| Harris Garten                                 | Reading             | Berkshire       | Universität Reading                        |      |
| Birmingham Botanischer Garten                 | Birmingham          |                 |                                            |      |
| Universität von Birmingham Botanischer Garten | Winterbourne        | Birmingham      |                                            |      |
| Botanischer Garten der Bristol Universität    | Bristol             | Bristol         |                                            |      |
| Botanischer Garten der Universität Cambridge  | Cambridge           | Cambridgeshire  |                                            |      |
| Jodrell Bank Arboretum                        |                     | Cheshire        |                                            |      |
| Ness Botanischer Garten                       |                     | Cheshire        |                                            |      |
| Eden Project                                  |                     | Cornwall        |                                            |      |
| Universität von Durham Botanischer Garten     |                     | County Durham   |                                            |      |
| Derby Arboretum                               | Derby               | Derbyshire      |                                            |      |
| Batsford Arboretum                            | Gloucestershire     |                 |                                            |      |
| Tortworth Court Arboretum                     |                     | Gloucestershire |                                            |      |
| Westonbirt Arboretum                          | Tetbury             | Gloucestershire |                                            |      |
| Exbury Gardens                                | Exbury              | Hampshire       |                                            |      |
| Tresco Abbey Gardens                          | Tresco              | Isles of Scilly | [ 1 ]                                      |      |
| Ventnor Botanischer Garten                    | Ventnor             | Isle of Wight   |                                            |      |
| Bedgebury Pinetum                             |                     | Kent            |                                            |      |
| Universität von Leicester Botanischer Garten  | Oadby               | Leicestershire  |                                            |      |
| Wavertree Botanischer Garten                  | Liverpool           | Liverpool       |                                            |      |
| Chelsea Physic Garden                         | Chelsea             | London          |                                            |      |
| Royal Botanic Gardens                         | Kew                 | London          |                                            |      |
| Firs Botanical Grounds                        | Fallowfield         | Manchester      |                                            |      |
| Fletcher Moss Botanischer Garten              | Didsbury            | Manchester      |                                            |      |
| Moorbank Garden                               | Newcastle upon Tyne |                 | Universität von Newcastle                  |      |
| Thorp Perrow Arboretum                        | Bedale              | North Yorkshire |                                            |      |
| University of Oxford Botanic Garden           | Oxford              | Oxfordshire     |                                            |      |
| Harcourt Arboretum                            | Nuneham Courtenay   | Oxfordshire     |                                            |      |
| Sheffield Botanischer Garten                  | Sheffield           | South Yorkshire |                                            |      |
| Royal Horticultural Society Garten, Wisley    |                     | Surrey          |                                            |      |
| Winkworth Arboretum                           |                     | Surrey          |                                            |      |
| Wakehurst Place                               |                     | West Sussex     | Außenstelle der Royal Botanic Gardens, Kew |      |
| Borde Hill Garden                             | Haywards Heath      | West Sussex     |                                            |      |
| Bodenham Arboretum                            |                     | Worcestershire  |                                            |      |

### Schottland
| Bezeichnung                    | Ort       | Council Area    | Beschreibung                                                                                 | Bild |
| ------------------------------ | --------- | --------------- | -------------------------------------------------------------------------------------------- | ---- |
| Cruickshank Botanic Garden     | Aberdeen  | Aberdeen        |                                                                                              |      |
| Crarae Gardens                 | Inverary  | Argyll and Bute |                                                                                              |      |
| Dundee Botanic Garden          |           | Dundee          |                                                                                              |      |
| Royal Botanic Garden Edinburgh | Edinburgh |                 | Der Hauptteil des Gartens ist in Edinburgh in Inverleith, dazu gibt es mehrere Außenstellen. |      |
| Dawyck Botanic Garden          | Edinburgh |                 | Außenstelle Royal des Botanic Garden Edinburgh.                                              |      |
| Logan Botanic Garden           | Edinburgh |                 | Außenstelle des Royal Botanic Garden Edinburgh.                                              |      |
| Younger Botanic Garden Benmore | Edinburgh |                 | Außenstelle des Royal Botanic Garden Edinburgh.                                              |      |
| St Andrews Botanic Garden      | Fife      |                 |                                                                                              |      |
| Glasgow Botanic Gardens        | Glasgow   |                 |                                                                                              |      |

### Wales
| Bezeichnung                           | Ort      | Principal Area  | Beschreibung        | Bild |
| ------------------------------------- | -------- | --------------- | ------------------- | ---- |
| National Botanic Garden of Wales      |          | Carmarthenshire |                     |      |
| Aberystwyth University Botanic Garden | Penglais | Ceredigion      |                     |      |
| Treborth Botanic Gardens              | Bangor   | Gwynedd         | University of Wales |      |

### Nordirland
| Bezeichnung               | Ort     | District | Beschreibung | Bild |
| ------------------------- | ------- | -------- | ------------ | ---- |
| Botanische Gärten Belfast | Belfast | Belfast  |              |      |